# DaBaby/Auszeichnungen für Musikverkäufe

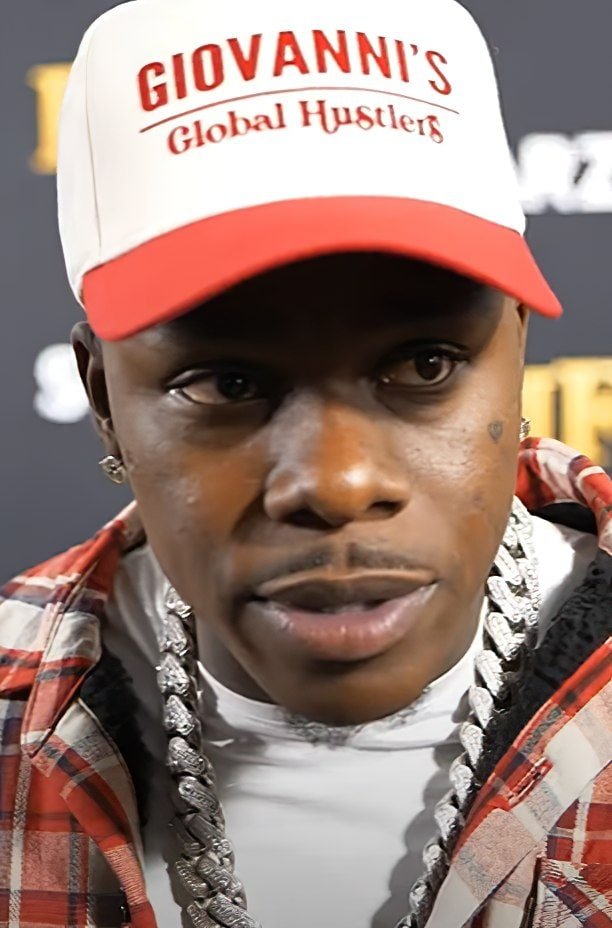
DaBaby (2021)

Dies ist eine Übersicht über die Auszeichnungen für Musikverkäufe des US-amerikanischen Rappers DaBaby. Die Auszeichnungen finden sich nach ihrer Art (Gold, Platin usw.), nach Staaten getrennt in chronologischer Reihenfolge, geordnet sowie nach den Tonträgern selbst, ebenfalls in chronologischer Reihenfolge, getrennt nach Medium (Alben, Singles usw.), wieder.

## Auszeichnungen
| - Vereinigtes Königreich - 2021: für die Single Suge - 2021: für die Single Enemies - 2023: für die Single Baby - 2023: für die Single Vibez - 2025: für das Lied Under the Sun - Australien - 2020: für die Single Vibez - 2023: für die Single Oprah’s Bank Account - Belgien - 2021: für die Single Levitating (Remix) - Brasilien - 2024: für die Single Ball If I Want To - 2024: für das Lied Toes - 2024: für die Single Oprah’s Bank Account - 2024: für die Single Baby - Dänemark - 2021: für das Album Kirk - 2022: für die Single Bop - 2025: für die Single Enemies - Deutschland - 2022: für die Single For The Night - Finnland - 2020: für die Single Suge - 2021: für das Album Blame It on Baby - Frankreich - 2021: für die Single Whats Poppin (Remix) - 2022: für die Single My Oh My - Griechenland - 2021: für die Single Bop - Italien - 2021: für die Single Bop - 2024: für die Single My Oh My - Japan - 2023: für das Streaming Levitating (Remix) - Kolumbien - 2021: für die Single Levitating (Remix) - Neuseeland - 2020: für das Lied Toes - 2022: für die Single Oprah’s Bank Account - 2022: für die Single Blind - 2022: für die Single Baby - 2023: für die Single Stuntin’ on You - 2024: für das Album Kirk - Niederlande - 2020: für die Single Rockstar - Norwegen - 2020: für die Single My Oh My - Österreich - 2021: für die Single My Oh My - 2021: für die Single For The Night - Polen - 2021: für die Single Bop - 2021: für die Single Vibez - 2023: für das Album Blame It on Baby - Portugal - 2020: für die Single My Oh My - 2020: für die Single Suge - 2022: für die Single Enemies - 2022: für die Single Vibez - 2022: für das Lied Coco - Schweden - 2020: für die Single My Oh My - Schweiz - 2020: für die Single My Oh My - Spanien - 2024: für die Single For The Night - 2024: für die Single My Oh My - 2024: für die Single Bop - Ungarn - 2025: für das Lied Coco - Vereinigte Staaten - 2021: für das Lied 21 - 2021: für das Lied Next Song - 2021: für das Lied Pony - 2021: für das Lied Taking It Out - 2021: für das Lied Coco - 2021: für das Lied Walker Texas Ranger - 2021: für die Single Find My Way - 2021: für die Single Blind - 2021: für die Single Masterpiece - 2021: für das Lied Off the Rip - 2021: für das Lied Pop Star - 2021: für das Lied Raw Shit - 2021: für das Lied Jump - 2021: für das Lied Pick Up - 2021: für das Lied Nast - 2021: für das Lied Practice - 2021: für die Single Stuntin’ on You - 2021: für das Lied Protect da Brand - 2022: für das Lied I Did It - 2024: für die Single Get Fly - 2024: für das Lied Party Lyfe - Vereinigtes Königreich - 2023: für die Single Bop | - Australien - 2020: für die Single Bop - 2020: für die Single Suge - 2020: für die Single My Oh My - 2024: für die Single Enemies - Brasilien - 2022: für die Single Whats Poppin (Remix) - 2024: für die Single Suge - 2024: für die Single Vibez - 2024: für die Single Enemies - Dänemark - 2021: für die Single For The Night - 2022: für das Album Blame It on Baby - Frankreich - 2023: für die Single Bop - Italien - 2021: für die Single For The Night - Kanada - 2019: für die Single Suge - 2020: für das Album Blame It on Baby - 2022: für das Lied Coco - Neuseeland - 2021: für das Album Blame It on Baby - 2021: für die Single Suge - 2023: für die Single Enemies - 2024: für die Single Vibez - 2024: für das Lied Under the Sun - Österreich - 2021: für die Single Rockstar - Polen - 2024: für die Single My Oh My - 2024: für die Single For The Night - Portugal - 2021: für die Single Bop - Schweden - 2020: für die Single For The Night - Spanien - 2020: für die Single Rockstar - Vereinigte Staaten - 2020: für die Single Oprah’s Bank Account - 2020: für die Single Death - 2021: für das Lied Goin Baby - 2021: für das Album Baby on Baby - 2021: für das Album Kirk - 2021: für das Album Blame It on Baby - 2021: für die Single Baby Sitter - 2021: für die Single Intro - 2021: für die Single Enemies - Vereinigtes Königreich - 2021: für die Single For The Night - 2022: für die Single My Oh My - Deutschland - 2023: für die Single Rockstar | - Australien - 2021: für die Single For The Night - Belgien - 2021: für die Single Rockstar - Dänemark - 2021: für die Single Rockstar - Griechenland - 2021: für die Single Rockstar - 2021: für die Single For The Night - Italien - 2021: für die Single Rockstar - Neuseeland - 2024: für die Single My Oh My - 2024: für die Single Bop - Polen - 2021: für die Single Rockstar - Portugal - 2021: für die Single For The Night - Spanien - 2023: für die Single Levitating (Remix) - Vereinigte Staaten - 2020: für die Single My Oh My - 2021: für die Single Vibez - 2021: für das Lied Toes - 2024: für das Lied Under the Sun - 2025: für die Single Cry Baby - Dänemark - 2025: für die Single Levitating (Remix) - Kanada - 2021: für die Single My Oh My - 2023: für die Single Enemies - Neuseeland - 2023: für die Single For The Night - Portugal - 2021: für die Single Rockstar - 2022: für die Single Levitating (Remix) - Vereinigte Staaten - 2019: für die Single Bop - Vereinigtes Königreich - 2024: für die Single Rockstar - Vereinigte Staaten - 2021: für die Single Suge - 2023: für die Single Cash Shit - Australien - 2021: für die Single Rockstar - Neuseeland - 2024: für die Single Rockstar - Vereinigte Staaten - 2021: für die Single Rockstar - Kanada - 2021: für die Single Rockstar - Neuseeland - 2024: für die Single Levitating (Remix) - Vereinigte Staaten - 2023: für die Single For The Night - Brasilien - 2021: für die Single My Oh My - 2024: für die Single For The Night - 2024: für die Single Bop - Frankreich - 2021: für die Single Rockstar - 2021: für die Single Levitating (Remix) - 2023: für die Single For The Night - Kanada - 2022: für die Single Levitating (Remix) - Vereinigte Staaten - 2023: für die Single Levitating (Remix) - Brasilien - 2024: für die Single Rockstar |

## Auszeichnungen nach Alben

### Baby on Baby
| Land/Region               | Auszeichnungen für Musikverkäufe (Land/Region, Auszeichnung, Verkäufe) | Verkäufe  |
| ------------------------- | ---------------------------------------------------------------------- | --------- |
| Vereinigte Staaten (RIAA) | Platin                                                                 | 1.000.000 |
| Insgesamt                 | 1× Platin ·                                                            | 1.000.000 |

### Kirk
| Land/Region               | Auszeichnungen für Musikverkäufe (Land/Region, Auszeichnung, Verkäufe) | Verkäufe  |
| ------------------------- | ---------------------------------------------------------------------- | --------- |
| Dänemark (IFPI)           | Gold                                                                   | 10.000    |
| Neuseeland (RMNZ)         | Gold                                                                   | 7.500     |
| Vereinigte Staaten (RIAA) | Platin                                                                 | 1.000.000 |
| Insgesamt                 | 2× Gold · 1× Platin ·                                                  | 1.017.500 |

### Blame It on Baby
| Land/Region               | Auszeichnungen für Musikverkäufe (Land/Region, Auszeichnung, Verkäufe) | Verkäufe  |
| ------------------------- | ---------------------------------------------------------------------- | --------- |
| Dänemark (IFPI)           | Platin                                                                 | 20.000    |
| Finnland (IFPI)           | Gold                                                                   | 10.000    |
| Kanada (MC)               | Platin                                                                 | 80.000    |
| Neuseeland (RMNZ)         | Platin                                                                 | 15.000    |
| Polen (ZPAV)              | Gold                                                                   | 10.000    |
| Vereinigte Staaten (RIAA) | Platin                                                                 | 1.000.000 |
| Insgesamt                 | 2× Gold · 4× Platin ·                                                  | 1.135.000 |

## Auszeichnungen nach Singles

### Suge
| Land/Region                  | Auszeichnungen für Musikverkäufe (Land/Region, Auszeichnung, Verkäufe) | Verkäufe  |
| ---------------------------- | ---------------------------------------------------------------------- | --------- |
| Australien (ARIA)            | Platin                                                                 | 70.000    |
| Brasilien (PMB)              | Platin                                                                 | 40.000    |
| Finnland (IFPI)              | Gold                                                                   | 20.000    |
| Kanada (MC)                  | Platin                                                                 | 80.000    |
| Neuseeland (RMNZ)            | Platin                                                                 | 30.000    |
| Portugal (AFP)               | Gold                                                                   | 5.000     |
| Vereinigte Staaten (RIAA)    | 4× Platin                                                              | 4.000.000 |
| Vereinigtes Königreich (BPI) | Silber                                                                 | 200.000   |
| Insgesamt                    | 1× Silber · 2× Gold · 8× Platin ·                                      | 4.445.000 |

### Cash Shit
| Land/Region               | Auszeichnungen für Musikverkäufe (Land/Region, Auszeichnung, Verkäufe) | Verkäufe  |
| ------------------------- | ---------------------------------------------------------------------- | --------- |
| Vereinigte Staaten (RIAA) | 4× Platin                                                              | 4.000.000 |
| Insgesamt                 | 4× Platin ·                                                            | 4.000.000 |

### Baby
| Land/Region                  | Auszeichnungen für Musikverkäufe (Land/Region, Auszeichnung, Verkäufe) | Verkäufe |
| ---------------------------- | ---------------------------------------------------------------------- | -------- |
| Brasilien (PMB)              | Gold                                                                   | 20.000   |
| Neuseeland (RMNZ)            | Gold                                                                   | 15.000   |
| Vereinigtes Königreich (BPI) | Silber                                                                 | 200.000  |
| Insgesamt                    | 1× Silber · 2× Gold ·                                                  | 235.000  |

### Baby Sitter
| Land/Region               | Auszeichnungen für Musikverkäufe (Land/Region, Auszeichnung, Verkäufe) | Verkäufe  |
| ------------------------- | ---------------------------------------------------------------------- | --------- |
| Vereinigte Staaten (RIAA) | Platin                                                                 | 1.000.000 |
| Insgesamt                 | 1× Platin ·                                                            | 1.000.000 |

### Enemies
| Land/Region                  | Auszeichnungen für Musikverkäufe (Land/Region, Auszeichnung, Verkäufe) | Verkäufe  |
| ---------------------------- | ---------------------------------------------------------------------- | --------- |
| Australien (ARIA)            | Platin                                                                 | 70.000    |
| Brasilien (PMB)              | Platin                                                                 | 40.000    |
| Dänemark (IFPI)              | Gold                                                                   | 45.000    |
| Kanada (MC)                  | 3× Platin                                                              | 240.000   |
| Neuseeland (RMNZ)            | Platin                                                                 | 30.000    |
| Portugal (AFP)               | Gold                                                                   | 5.000     |
| Vereinigte Staaten (RIAA)    | Platin                                                                 | 1.000.000 |
| Vereinigtes Königreich (BPI) | Silber                                                                 | 200.000   |
| Insgesamt                    | 1× Silber · 2× Gold · 7× Platin ·                                      | 1.630.000 |

### Intro
| Land/Region               | Auszeichnungen für Musikverkäufe (Land/Region, Auszeichnung, Verkäufe) | Verkäufe  |
| ------------------------- | ---------------------------------------------------------------------- | --------- |
| Vereinigte Staaten (RIAA) | Platin                                                                 | 1.000.000 |
| Insgesamt                 | 1× Platin ·                                                            | 1.000.000 |

### Death
| Land/Region               | Auszeichnungen für Musikverkäufe (Land/Region, Auszeichnung, Verkäufe) | Verkäufe  |
| ------------------------- | ---------------------------------------------------------------------- | --------- |
| Vereinigte Staaten (RIAA) | Platin                                                                 | 1.000.000 |
| Insgesamt                 | 1× Platin ·                                                            | 1.000.000 |

### Bop
| Land/Region                  | Auszeichnungen für Musikverkäufe (Land/Region, Auszeichnung, Verkäufe) | Verkäufe  |
| ---------------------------- | ---------------------------------------------------------------------- | --------- |
| Australien (ARIA)            | Platin                                                                 | 70.000    |
| Brasilien (PMB)              | Diamant                                                                | 160.000   |
| Dänemark (IFPI)              | Gold                                                                   | 45.000    |
| Frankreich (SNEP)            | Platin                                                                 | 200.000   |
| Griechenland (IFPI)          | Gold                                                                   | 10.000    |
| Italien (FIMI)               | Gold                                                                   | 35.000    |
| Neuseeland (RMNZ)            | 2× Platin                                                              | 60.000    |
| Polen (ZPAV)                 | Gold                                                                   | 25.000    |
| Portugal (AFP)               | Platin                                                                 | 10.000    |
| Spanien (Promusicae)         | Gold                                                                   | 30.000    |
| Vereinigte Staaten (RIAA)    | 3× Platin                                                              | 3.000.000 |
| Vereinigtes Königreich (BPI) | Gold                                                                   | 400.000   |
| Insgesamt                    | 6× Gold · 8× Platin · 1× Diamant ·                                     | 4.045.000 |

### My Oh My
| Land/Region                  | Auszeichnungen für Musikverkäufe (Land/Region, Auszeichnung, Verkäufe) | Verkäufe  |
| ---------------------------- | ---------------------------------------------------------------------- | --------- |
| Australien (ARIA)            | Platin                                                                 | 70.000    |
| Brasilien (PMB)              | Diamant                                                                | 160.000   |
| Dänemark (IFPI)              | Gold                                                                   | 45.000    |
| Frankreich (SNEP)            | Gold                                                                   | 100.000   |
| Italien (FIMI)               | Gold                                                                   | 50.000    |
| Kanada (MC)                  | 3× Platin                                                              | 240.000   |
| Mexiko (AMPROFON)            | Gold                                                                   | 30.000    |
| Neuseeland (RMNZ)            | 2× Platin                                                              | 60.000    |
| Norwegen (IFPI)              | Gold                                                                   | 30.000    |
| Österreich (IFPI)            | Gold                                                                   | 15.000    |
| Polen (ZPAV)                 | Platin                                                                 | 50.000    |
| Portugal (AFP)               | Gold                                                                   | 5.000     |
| Schweden (IFPI)              | Gold                                                                   | 40.000    |
| Schweiz (IFPI)               | Gold                                                                   | 10.000    |
| Spanien (Promusicae)         | Gold                                                                   | 30.000    |
| Vereinigte Staaten (RIAA)    | 2× Platin                                                              | 2.000.000 |
| Vereinigtes Königreich (BPI) | Platin                                                                 | 600.000   |
| Insgesamt                    | 10× Gold · 10× Platin · 1× Diamant ·                                   | 3.535.000 |

### Oprah’s Bank Account
| Land/Region               | Auszeichnungen für Musikverkäufe (Land/Region, Auszeichnung, Verkäufe) | Verkäufe  |
| ------------------------- | ---------------------------------------------------------------------- | --------- |
| Australien (ARIA)         | Gold                                                                   | 35.000    |
| Brasilien (PMB)           | Gold                                                                   | 20.000    |
| Neuseeland (RMNZ)         | Gold                                                                   | 15.000    |
| Vereinigte Staaten (RIAA) | Platin                                                                 | 1.000.000 |
| Insgesamt                 | 3× Gold · 1× Platin ·                                                  | 1.070.000 |

### Vibez
| Land/Region                  | Auszeichnungen für Musikverkäufe (Land/Region, Auszeichnung, Verkäufe) | Verkäufe  |
| ---------------------------- | ---------------------------------------------------------------------- | --------- |
| Australien (ARIA)            | Gold                                                                   | 35.000    |
| Brasilien (PMB)              | Platin                                                                 | 40.000    |
| Neuseeland (RMNZ)            | Platin                                                                 | 30.000    |
| Polen (ZPAV)                 | Gold                                                                   | 25.000    |
| Portugal (AFP)               | Gold                                                                   | 5.000     |
| Vereinigte Staaten (RIAA)    | 2× Platin                                                              | 2.000.000 |
| Vereinigtes Königreich (BPI) | Silber                                                                 | 200.000   |
| Insgesamt                    | 1× Silber · 3× Gold · 4× Platin ·                                      | 2.335.000 |

### Find My Way
| Land/Region               | Auszeichnungen für Musikverkäufe (Land/Region, Auszeichnung, Verkäufe) | Verkäufe |
| ------------------------- | ---------------------------------------------------------------------- | -------- |
| Vereinigte Staaten (RIAA) | Gold                                                                   | 500.000  |
| Insgesamt                 | 1× Gold ·                                                              | 500.000  |

### Rockstar
| Land/Region                  | Auszeichnungen für Musikverkäufe (Land/Region, Auszeichnung, Verkäufe) | Verkäufe  |
| ---------------------------- | ---------------------------------------------------------------------- | --------- |
| Australien (ARIA)            | 5× Platin                                                              | 350.000   |
| Belgien (BRMA)               | 2× Platin                                                              | 80.000    |
| Brasilien (PMB)              | 2× Diamant                                                             | 320.000   |
| Dänemark (IFPI)              | 2× Platin                                                              | 180.000   |
| Deutschland (BVMI)           | 3× Gold                                                                | 600.000   |
| Frankreich (SNEP)            | Diamant                                                                | 333.333   |
| Griechenland (IFPI)          | 2× Platin                                                              | 40.000    |
| Italien (FIMI)               | 2× Platin                                                              | 140.000   |
| Kanada (MC)                  | 8× Platin                                                              | 640.000   |
| Neuseeland (RMNZ)            | 5× Platin                                                              | 150.000   |
| Niederlande (NVPI)           | Gold                                                                   | 40.000    |
| Österreich (IFPI)            | Platin                                                                 | 30.000    |
| Polen (ZPAV)                 | 2× Platin                                                              | 100.000   |
| Portugal (AFP)               | 3× Platin                                                              | 30.000    |
| Spanien (Promusicae)         | Platin                                                                 | 40.000    |
| Vereinigte Staaten (RIAA)    | 5× Platin                                                              | 5.000.000 |
| Vereinigtes Königreich (BPI) | 3× Platin                                                              | 1.800.000 |
| Insgesamt                    | 2× Gold · 42× Platin · 3× Diamant ·                                    | 9.873.333 |

### Whats Poppin (Remix)
| Land/Region       | Auszeichnungen für Musikverkäufe (Land/Region, Auszeichnung, Verkäufe) | Verkäufe |
| ----------------- | ---------------------------------------------------------------------- | -------- |
| Brasilien (PMB)   | Gold                                                                   | 40.000   |
| Frankreich (SNEP) | Gold                                                                   | 100.000  |
| Insgesamt         | 1× Gold · 1× Platin ·                                                  | 140.000  |

### Stuntin’ on You
| Land/Region               | Auszeichnungen für Musikverkäufe (Land/Region, Auszeichnung, Verkäufe) | Verkäufe |
| ------------------------- | ---------------------------------------------------------------------- | -------- |
| Neuseeland (RMNZ)         | Gold                                                                   | 15.000   |
| Vereinigte Staaten (RIAA) | Gold                                                                   | 500.000  |
| Insgesamt                 | 2× Gold ·                                                              | 515.000  |

### Blind
| Land/Region               | Auszeichnungen für Musikverkäufe (Land/Region, Auszeichnung, Verkäufe) | Verkäufe |
| ------------------------- | ---------------------------------------------------------------------- | -------- |
| Neuseeland (RMNZ)         | Gold                                                                   | 15.000   |
| Vereinigte Staaten (RIAA) | Gold                                                                   | 500.000  |
| Insgesamt                 | 2× Gold ·                                                              | 515.000  |

### Levitating (Remix)
| Land/Region               | Auszeichnungen für Musikverkäufe (Land/Region, Auszeichnung, Verkäufe) | Verkäufe   |
| ------------------------- | ---------------------------------------------------------------------- | ---------- |
| Belgien (BRMA)            | Gold                                                                   | 20.000     |
| Dänemark (IFPI)           | 3× Platin                                                              | 270.000    |
| Frankreich (SNEP)         | Diamant                                                                | 333.333    |
| Kanada (MC)               | Diamant                                                                | 800.000    |
| Kolumbien (ASINCOL)       | Gold                                                                   | 5.000      |
| Neuseeland (RMNZ)         | 8× Platin                                                              | 240.000    |
| Portugal (AFP)            | 3× Platin                                                              | 30.000     |
| Spanien (Promusicae)      | 2× Platin                                                              | 120.000    |
| Vereinigte Staaten (RIAA) | Diamant                                                                | 10.000.000 |
| Insgesamt                 | 2× Gold · 16× Platin · 3× Diamant ·                                    | 11.818.333 |

### For the Night
| Land/Region                  | Auszeichnungen für Musikverkäufe (Land/Region, Auszeichnung, Verkäufe) | Verkäufe  |
| ---------------------------- | ---------------------------------------------------------------------- | --------- |
| Australien (ARIA)            | 2× Platin                                                              | 140.000   |
| Brasilien (PMB)              | Diamant                                                                | 160.000   |
| Dänemark (IFPI)              | Platin                                                                 | 90.000    |
| Deutschland (BVMI)           | Gold                                                                   | 200.000   |
| Frankreich (SNEP)            | Diamant                                                                | 333.333   |
| Griechenland (IFPI)          | 2× Platin                                                              | 40.000    |
| Italien (FIMI)               | Platin                                                                 | 70.000    |
| Neuseeland (RMNZ)            | 3× Platin                                                              | 90.000    |
| Österreich (IFPI)            | Gold                                                                   | 15.000    |
| Polen (ZPAV)                 | Platin                                                                 | 50.000    |
| Portugal (AFP)               | 2× Platin                                                              | 20.000    |
| Schweden (IFPI)              | Platin                                                                 | 80.000    |
| Spanien (Promusicae)         | Gold                                                                   | 30.000    |
| Vereinigte Staaten (RIAA)    | 8× Platin                                                              | 8.000.000 |
| Vereinigtes Königreich (BPI) | Platin                                                                 | 600.000   |
| Insgesamt                    | 3× Gold · 22× Platin · 2× Diamant ·                                    | 9.918.333 |

### Masterpiece
| Land/Region               | Auszeichnungen für Musikverkäufe (Land/Region, Auszeichnung, Verkäufe) | Verkäufe |
| ------------------------- | ---------------------------------------------------------------------- | -------- |
| Vereinigte Staaten (RIAA) | Gold                                                                   | 500.000  |
| Insgesamt                 | 1× Gold ·                                                              | 500.000  |

### Cry Baby
| Land/Region               | Auszeichnungen für Musikverkäufe (Land/Region, Auszeichnung, Verkäufe) | Verkäufe  |
| ------------------------- | ---------------------------------------------------------------------- | --------- |
| Vereinigte Staaten (RIAA) | 2× Platin                                                              | 2.000.000 |
| Insgesamt                 | 2× Platin ·                                                            | 2.000.000 |

### Get Fly
| Land/Region               | Auszeichnungen für Musikverkäufe (Land/Region, Auszeichnung, Verkäufe) | Verkäufe |
| ------------------------- | ---------------------------------------------------------------------- | -------- |
| Vereinigte Staaten (RIAA) | Gold                                                                   | 500.000  |
| Insgesamt                 | 1× Gold ·                                                              | 500.000  |

### Ball If I Want To
| Land/Region     | Auszeichnungen für Musikverkäufe (Land/Region, Auszeichnung, Verkäufe) | Verkäufe |
| --------------- | ---------------------------------------------------------------------- | -------- |
| Brasilien (PMB) | Gold                                                                   | 20.000   |
| Insgesamt       | 1× Gold ·                                                              | 20.000   |

## Auszeichnungen nach Liedern

### 21
| Land/Region               | Auszeichnungen für Musikverkäufe (Land/Region, Auszeichnung, Verkäufe) | Verkäufe |
| ------------------------- | ---------------------------------------------------------------------- | -------- |
| Vereinigte Staaten (RIAA) | Gold                                                                   | 500.000  |
| Insgesamt                 | 1× Gold ·                                                              | 500.000  |

### Next Song
| Land/Region               | Auszeichnungen für Musikverkäufe (Land/Region, Auszeichnung, Verkäufe) | Verkäufe |
| ------------------------- | ---------------------------------------------------------------------- | -------- |
| Vereinigte Staaten (RIAA) | Gold                                                                   | 500.000  |
| Insgesamt                 | 1× Gold ·                                                              | 500.000  |

### Walker Texas Ranger
| Land/Region               | Auszeichnungen für Musikverkäufe (Land/Region, Auszeichnung, Verkäufe) | Verkäufe |
| ------------------------- | ---------------------------------------------------------------------- | -------- |
| Vereinigte Staaten (RIAA) | Gold                                                                   | 500.000  |
| Insgesamt                 | 1× Gold ·                                                              | 500.000  |

### Pony
| Land/Region               | Auszeichnungen für Musikverkäufe (Land/Region, Auszeichnung, Verkäufe) | Verkäufe |
| ------------------------- | ---------------------------------------------------------------------- | -------- |
| Vereinigte Staaten (RIAA) | Gold                                                                   | 500.000  |
| Insgesamt                 | 1× Gold ·                                                              | 500.000  |

### Taking It Out
| Land/Region               | Auszeichnungen für Musikverkäufe (Land/Region, Auszeichnung, Verkäufe) | Verkäufe |
| ------------------------- | ---------------------------------------------------------------------- | -------- |
| Vereinigte Staaten (RIAA) | Gold                                                                   | 500.000  |
| Insgesamt                 | 1× Gold ·                                                              | 500.000  |

### Goin Baby
| Land/Region               | Auszeichnungen für Musikverkäufe (Land/Region, Auszeichnung, Verkäufe) | Verkäufe  |
| ------------------------- | ---------------------------------------------------------------------- | --------- |
| Vereinigte Staaten (RIAA) | Platin                                                                 | 1.000.000 |
| Insgesamt                 | 1× Platin ·                                                            | 1.000.000 |

### Under the Sun
| Land/Region                  | Auszeichnungen für Musikverkäufe (Land/Region, Auszeichnung, Verkäufe) | Verkäufe  |
| ---------------------------- | ---------------------------------------------------------------------- | --------- |
| Neuseeland (RMNZ)            | Platin                                                                 | 30.000    |
| Vereinigte Staaten (RIAA)    | 2× Platin                                                              | 2.000.000 |
| Vereinigtes Königreich (BPI) | Silber                                                                 | 200.000   |
| Insgesamt                    | 1× Silber · 3× Platin ·                                                | 2.230.000 |

### Toes
| Land/Region               | Auszeichnungen für Musikverkäufe (Land/Region, Auszeichnung, Verkäufe) | Verkäufe  |
| ------------------------- | ---------------------------------------------------------------------- | --------- |
| Brasilien (PMB)           | Gold                                                                   | 20.000    |
| Neuseeland (RMNZ)         | Gold                                                                   | 15.000    |
| Vereinigte Staaten (RIAA) | 2× Platin                                                              | 2.000.000 |
| Insgesamt                 | 2× Gold · 2× Platin ·                                                  | 2.035.000 |

### Off the Rip
| Land/Region               | Auszeichnungen für Musikverkäufe (Land/Region, Auszeichnung, Verkäufe) | Verkäufe |
| ------------------------- | ---------------------------------------------------------------------- | -------- |
| Vereinigte Staaten (RIAA) | Gold                                                                   | 500.000  |
| Insgesamt                 | 1× Gold ·                                                              | 500.000  |

### Pop Star
| Land/Region               | Auszeichnungen für Musikverkäufe (Land/Region, Auszeichnung, Verkäufe) | Verkäufe |
| ------------------------- | ---------------------------------------------------------------------- | -------- |
| Vereinigte Staaten (RIAA) | Gold                                                                   | 500.000  |
| Insgesamt                 | 1× Gold ·                                                              | 500.000  |

### Raw Shit
| Land/Region               | Auszeichnungen für Musikverkäufe (Land/Region, Auszeichnung, Verkäufe) | Verkäufe |
| ------------------------- | ---------------------------------------------------------------------- | -------- |
| Vereinigte Staaten (RIAA) | Gold                                                                   | 500.000  |
| Insgesamt                 | 1× Gold ·                                                              | 500.000  |

### Protect da Brand
| Land/Region               | Auszeichnungen für Musikverkäufe (Land/Region, Auszeichnung, Verkäufe) | Verkäufe |
| ------------------------- | ---------------------------------------------------------------------- | -------- |
| Vereinigte Staaten (RIAA) | Gold                                                                   | 500.000  |
| Insgesamt                 | 1× Gold ·                                                              | 500.000  |

### Jump
| Land/Region               | Auszeichnungen für Musikverkäufe (Land/Region, Auszeichnung, Verkäufe) | Verkäufe |
| ------------------------- | ---------------------------------------------------------------------- | -------- |
| Vereinigte Staaten (RIAA) | Gold                                                                   | 500.000  |
| Insgesamt                 | 1× Gold ·                                                              | 500.000  |

### Pick Up
| Land/Region               | Auszeichnungen für Musikverkäufe (Land/Region, Auszeichnung, Verkäufe) | Verkäufe |
| ------------------------- | ---------------------------------------------------------------------- | -------- |
| Vereinigte Staaten (RIAA) | Gold                                                                   | 500.000  |
| Insgesamt                 | 1× Gold ·                                                              | 500.000  |

### Nasty
| Land/Region               | Auszeichnungen für Musikverkäufe (Land/Region, Auszeichnung, Verkäufe) | Verkäufe |
| ------------------------- | ---------------------------------------------------------------------- | -------- |
| Vereinigte Staaten (RIAA) | Gold                                                                   | 500.000  |
| Insgesamt                 | 1× Gold ·                                                              | 500.000  |

### Practice
| Land/Region               | Auszeichnungen für Musikverkäufe (Land/Region, Auszeichnung, Verkäufe) | Verkäufe |
| ------------------------- | ---------------------------------------------------------------------- | -------- |
| Vereinigte Staaten (RIAA) | Gold                                                                   | 500.000  |
| Insgesamt                 | 1× Gold ·                                                              | 500.000  |

### Coco
| Land/Region               | Auszeichnungen für Musikverkäufe (Land/Region, Auszeichnung, Verkäufe) | Verkäufe |
| ------------------------- | ---------------------------------------------------------------------- | -------- |
| Kanada (MC)               | Platin                                                                 | 80.000   |
| Portugal (AFP)            | Gold                                                                   | 5.000    |
| Ungarn (MAHASZ)           | Gold                                                                   | 2.000    |
| Vereinigte Staaten (RIAA) | Gold                                                                   | 500.000  |
| Insgesamt                 | 3× Gold · 1× Platin ·                                                  | 587.000  |

### I Did It
| Land/Region               | Auszeichnungen für Musikverkäufe (Land/Region, Auszeichnung, Verkäufe) | Verkäufe |
| ------------------------- | ---------------------------------------------------------------------- | -------- |
| Vereinigte Staaten (RIAA) | Gold                                                                   | 500.000  |
| Insgesamt                 | 1× Gold ·                                                              | 500.000  |

### Party Lyfe
| Land/Region               | Auszeichnungen für Musikverkäufe (Land/Region, Auszeichnung, Verkäufe) | Verkäufe |
| ------------------------- | ---------------------------------------------------------------------- | -------- |
| Vereinigte Staaten (RIAA) | Gold                                                                   | 500.000  |
| Insgesamt                 | 1× Gold ·                                                              | 500.000  |

## Auszeichnungen nach Musikstreamings

### Levitating (Remix)
| Land/Region  | Auszeichnungen für Musikverkäufe (Land/Region, Auszeichnung, Verkäufe) | Verkäufe   |
| ------------ | ---------------------------------------------------------------------- | ---------- |
| Japan (RIAJ) | Gold                                                                   | 50.000.000 |
| Insgesamt    | 1× Gold ·                                                              | 50.000.000 |

## Statistik und Quellen
| Land/RegionAuszeichnungen für Musikverkäufe (Land/Region, Auszeichnungen, Verkäufe, Quellen) | Silber     | Gold       | Platin         | Diamant       | Verkäufe   | Quellen                  |
| -------------------------------------------------------------------------------------------- | ---------- | ---------- | -------------- | ------------- | ---------- | ------------------------ |
| Australien (ARIA)                                                                            | —          | 2× Gold2   | 11× Platin11   | —             | 840.000    | aria.com.au              |
| Belgien (BRMA)                                                                               | —          | Gold1      | 2× Platin2     | —             | 100.000    | ultratop.be              |
| Brasilien (PMB)                                                                              | —          | 4× Gold4   | 4× Platin4     | 5× Diamant5   | 1.040.000  | pro-musicabr.org.br      |
| Dänemark (IFPI)                                                                              | —          | 3× Gold3   | 7× Platin7     | —             | 695.000    | ifpi.dk                  |
| Deutschland (BVMI)                                                                           | —          | 2× Gold2   | Platin1        | —             | 800.000    | musikindustrie.de        |
| Finnland (IFPI)                                                                              | —          | 2× Gold2   | —              | —             | 30.000     | Einzelnachweise          |
| Frankreich (SNEP)                                                                            | —          | 2× Gold2   | Platin1        | 3× Diamant3   | 1.399.999  | snepmusique.com          |
| Griechenland (IFPI)                                                                          | —          | Gold1      | 4× Platin4     | —             | 90.000     | Einzelnachweise          |
| Italien (FIMI)                                                                               | —          | 2× Gold2   | 3× Platin3     | —             | 295.000    | fimi.it                  |
| Japan (RIAJ)                                                                                 | —          | Gold1      | —              | —             | —          | riaj.or.jp               |
| Kanada (MC)                                                                                  | —          | —          | 17× Platin17   | Diamant1      | 2.160.000  | musiccanada.com          |
| Kolumbien (ASINCOL)                                                                          | —          | Gold1      | —              | —             | 5.000      | Einzelnachweise          |
| Neuseeland (RMNZ)                                                                            | —          | 6× Gold6   | 25× Platin25   | —             | 802.500    | radioscope.co.nz NZ2     |
| Niederlande (NVPI)                                                                           | —          | Gold1      | —              | —             | 40.000     | nvpi.nl                  |
| Norwegen (IFPI)                                                                              | —          | Gold1      | —              | —             | 30.000     | ifpi.no                  |
| Österreich (IFPI)                                                                            | —          | 2× Gold2   | Platin1        | —             | 60.000     | ifpi.at                  |
| Polen (ZPAV)                                                                                 | —          | 3× Gold3   | 4× Platin4     | —             | 260.000    | olis.pl                  |
| Portugal (AFP)                                                                               | —          | 5× Gold5   | 9× Platin9     | —             | 115.000    | Einzelnachweise          |
| Schweden (IFPI)                                                                              | —          | Gold1      | Platin1        | —             | 120.000    | sverigetopplistan.se SE2 |
| Schweiz (IFPI)                                                                               | —          | Gold1      | —              | —             | 10.000     | hitparade.ch             |
| Spanien (Promusicae)                                                                         | —          | 3× Gold3   | 3× Platin3     | —             | 270.000    | elportaldemusica.es      |
| Ungarn (MAHASZ)                                                                              | —          | Gold1      | —              | —             | 2.000      | slagerlistak.hu          |
| Vereinigte Staaten (RIAA)                                                                    | —          | 21× Gold21 | 43× Platin43   | Diamant1      | 63.500.000 | riaa.com                 |
| Vereinigtes Königreich (BPI)                                                                 | 5× Silber5 | Gold1      | 5× Platin5     | —             | 4.400.000  | bpi.co.uk                |
| Insgesamt                                                                                    | 5× Silber5 | 67× Gold67 | 141× Platin141 | 10× Diamant10 |            |                          |